# Contraremonstranten

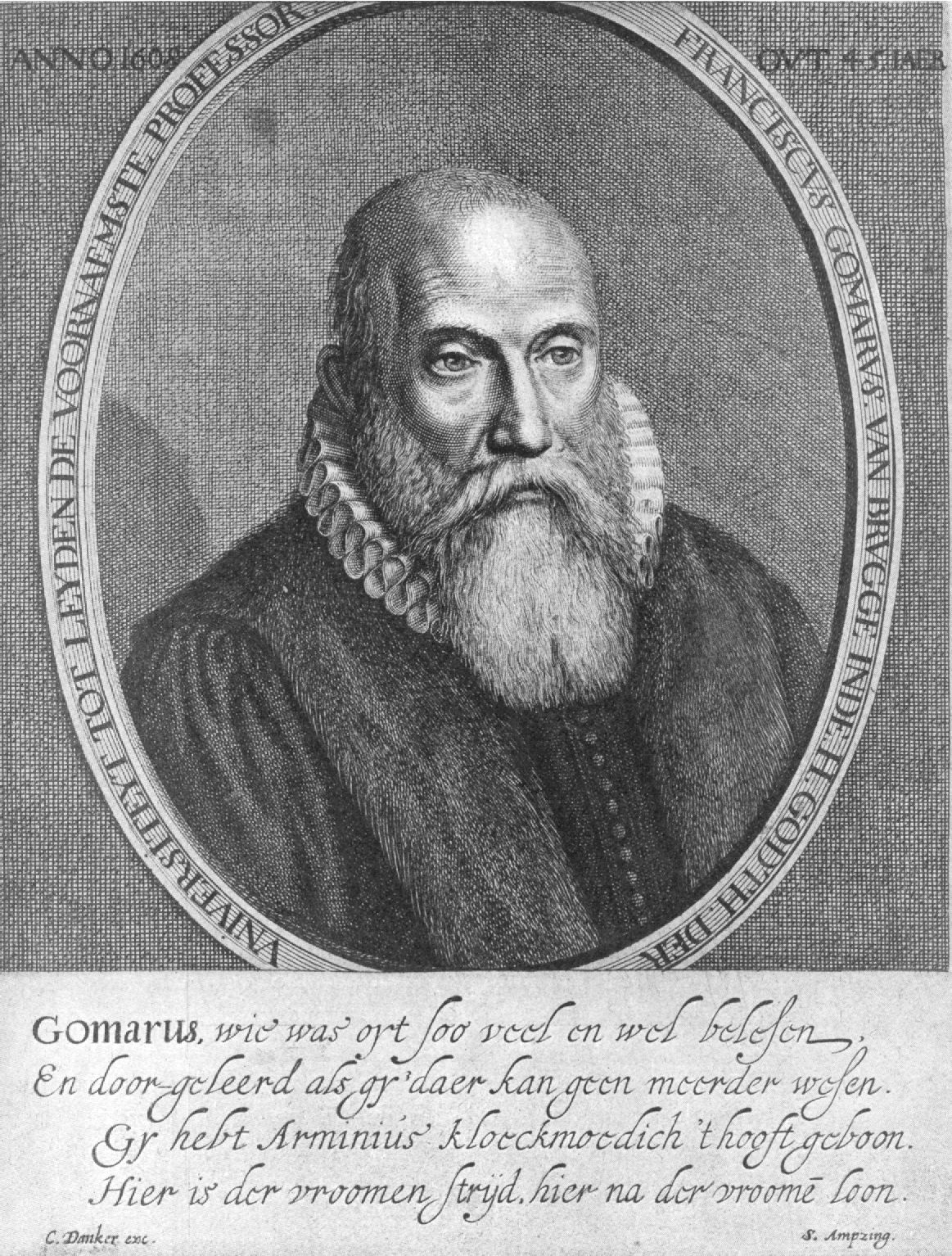
Franciscus Gomarus, voorman van de contraremonstranten

De contraremonstranten, ook wel Preciezen of Gomaristen genoemd, vormden een calvinistische stroming die hun naam ontleenden aan hun verzet tegen de remonstranten of 'Arminianen'. De contraremonstranten hadden als voorman de Leidse theoloog Franciscus Gomarus.
Kern van de interpretatie van de contraremonstranten was dat het leven van een mens voorbestemd is (predestinatie). Ieder mens wordt met een bepaald doel geboren en de mens heeft geen vrije wil om hiervan af te wijken. Dit gold met name voor de eeuwige zaligheid.
Men kon er volgens de contraremonstranten daarom niets aan toe- of afdoen of men later in de hemel zou komen; dat zou reeds van tevoren door God zijn bepaald. De remonstranten, navolgers van de theoloog Jacobus Arminius, omhelsden een mildere variant van de predestinatieleer. Volgens hen had God van tevoren diegenen voor de eeuwige zaligheid voorbeschikt waarvan Hij van tevoren wist dat ze tijdens hun leven gelovig zouden worden; bij hen had de mens dus wel degelijk een zekere invloed op het eventueel deelachtig worden van de hemel. De contraremonstranten stelden dat Gods almacht op deze manier te kort gedaan wordt. God zou alle mensen willen zaligmaken, maar dat niet kunnen vanwege hun ongeloof. 
De contraremonstranten hadden een grote aanhang onder de 'gewone' bevolking (de kleyne luyden) ten tijde van het conflict met de remonstranten gedurende het Twaalfjarig Bestand aan het begin van de 17e eeuw. Ook prins Maurits sloot zich openlijk bij de contraremonstranten aan, al kan eraan worden getwijfeld in hoeverre dit een gevolg was van zijn godsdienstige overtuiging of een kwestie van politieke berekening;  Zijn grote politieke rivaal, landsadvocaat van de Staten van Holland Johan van Oldenbarnevelt, steunde de remonstranten. Na diens executie dolf op de Synode van Dordrecht (beide in 1619) de remonstrantse richting ten gunste van de contraremonstranten het onderspit en werd de contraremonstrantse stroming de officiële leer in de Gereformeerde Kerk in de Republiek der Zeven Verenigde Nederlanden.